# Mogno
Mogno is een dorp in het Zwitserse district Vallemaggia in het kanton Ticino. Het dorp was deel van de voormalige gemeente Fusio die in 2004 opging in de gemeente Lavizzara. Mogno staat vooral bekend om de kerk van San Giovanni Battista (Johannes de Doper) ontworpen door de Ticinese architect Mario Botta (1943). De kerk is tussen 1994 en 1996 opgetrokken uit marmer en graniet op de plek waar 350 jaar lang al een oudere kerk stond. Deze werd in 1986 door een lawine met de grond gelijk gemaakt. Hieraan vielen ook een aantal huizen in het dorp ten prooi, maar gelukkig vielen er hierbij geen gewonden. In het dorp staat ook een van de weinige overgebleven watermolens van Ticino.
Mogno ligt aan het einde van het dal Val Lavizzara waar de bovenloop van de rivier de Maggia doorheen stroomt.

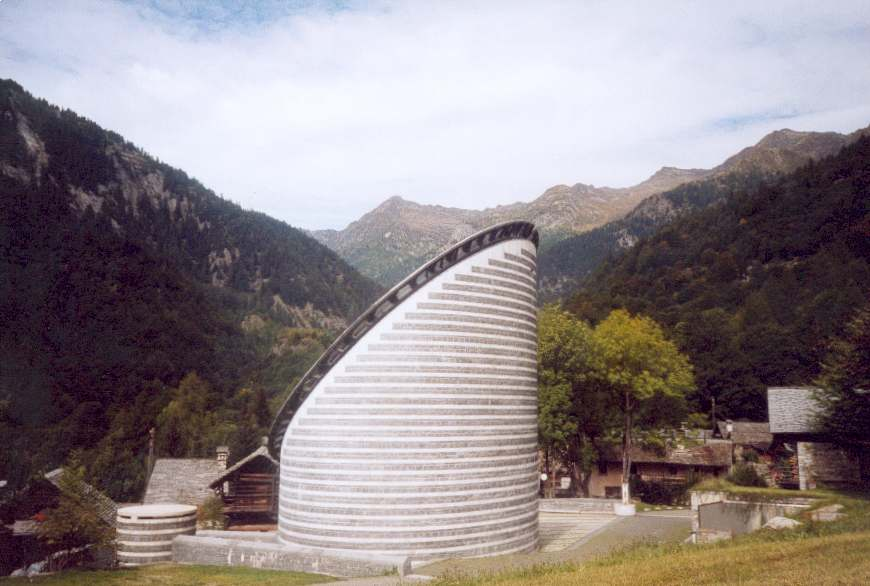
Kerk van San Giovanni Battista